# Ulubey (Ordu)
Pour les articles homonymes, voir Ulubey.
Ulubey est une ville et un district de la province d'Ordu dans la région de la mer Noire en Turquie.

## Géographie
Ulubey a de hautes montagnes et de vallées profondes. Montagnes Canik passer Ulubey. La mer Noire climat semble ici.

## Histoire
Ulubey est une ville turque qui a été conquise par les tribus Oghuz au XIIIe ou au XIVe siècle. En outre, Ulubey est un nom d'un seigneur de Turcs.